# Neurosenstruktur
Der von Harald Schultz-Hencke geprägte Begriff Neurosenstruktur bezeichnet in der psychodynamischen Theorie eine durch unbewusste biografische Faktoren entstandene Persönlichkeitsvariante, die ein erhöhtes Risiko aufweist, an einer neurotischen Störung zu erkranken. Eine Neurosenstruktur ist aber selbst noch keine neurotische Erkrankung, weist also keine behandlungsbedürftigen Symptome und keinen behandlungsbedürftigen Leidensdruck auf. Damit ein Mensch mit einer Neurosenstruktur eine manifeste Neurose entwickelt, müssen zusätzliche aktuelle Faktoren hinzutreten.

## Frühere Typenlehren

### Antike
Die antike Medizin war geprägt von der Humoralpathologie, die Krankheiten auf ein Ungleichgewicht von Körpersäften zurückführte. Später entwickelte sich daraus die Temperamentenlehre, die auch die menschliche Persönlichkeit mit den Säften verband.

### Ernst Kretschmer
In der ersten Hälfte des 20. Jahrhunderts beschrieb der Nervenarzt Ernst Kretschmer drei Körperbautypen
- Leptosome mit einem schizothymen Charakter und einer Neigung zu schizophrenen Erkrankungen
- Pykniker mit einem zyklothymen Charakter und einer Neigung zu manisch-depressiven Erkrankungen
- Athletiker mit einem viskösen Charakter und einer Neigung zu epileptischen Erkrankungen
- Dysplastiker als Mischform mit verschiedenen Merkmalen.

### Kurt Schneider
Eine andere psychiatrische Klassifikation geht auf Kurt Schneider zurück. Schneider teilte Menschen, deren Persönlichkeit nicht den üblichen Maßstäben von Normalität entspricht, in zehn Typen ein. Er unterschied
- hyperthyme
- depressive
- selbstunsichere
- fanatische
- geltungsbedürftige
- stimmungslabile
- explosible
- gemütlose
- willenlose und
- asthenische Psychopathen.

Schneider sah diese Persönlichkeitstypen als angeboren an.

## Harald Schultz-Hencke
Der Neopsychoanalytiker Harald Schultz-Hencke wollte sich mit einer solchen statischen, rein phänomenologisch-deskriptiven Betrachtung nicht zufriedengeben, weil sie keine Möglichkeiten zur Veränderung aufzeigte. Ihn interessierte, in welchem Umfang neben den angeborenen (genotypischen) auch erworbene (peristatische) Faktoren in die Struktur eingehen. In Übereinstimmung mit Schneider erkannte er die asthenische Persönlichkeit als im Wesentlichen angeboren an. Auch bei den Hyperthymen, Depressiven und Dysphorischen überwiegen nach Schultz-Hencke genotypische Faktoren. Aber bei selbstunsicheren (ängstlichen), explosiblen und noch mehr bei geltungssüchtigen (propulsiven), fanatischen (paranoiden) und willenlosen Psychopathien sah er deutliche peristatisch-psychodynamische Einflüsse und damit Möglichkeiten einer therapeutischen Einflussnahme.

### Entwicklung der Persönlichkeitsstruktur
Die Persönlichkeitsstruktur entwickelt sich nach Schultz-Hencke in den ersten fünf Lebensjahren aus angeborenen Merkmalen. Die angeborene Anlage oder Konstitution des Kindes wird durch die besonderen Umwelteinflüsse zu einer individuellen Persönlichkeitsstruktur ausdifferenziert. Problematische angeborene Faktoren wie Hochsensibilität, Hypermotorik, Hypersexualität, Debilität oder Organminderwertigkeit können unter ungünstigen Umwelteinflüssen zu einer Struktur werden, die für eine spätere neurotische Erkrankung disponiert. Schultz-Hencke nannte eine solche disponierende Struktur „Neurosenstruktur“.
Nach Schultz-Hencke wirken sich auf die Persönlichkeitsentwicklung eines Kindes Härten oder Verwöhnung (sowie der unberechenbare Wechsel des elterlichen Erziehungsverhaltens zwischen Härte und Verwöhnung) besonders ungünstig aus. Härten können auch durch widrige äußere Umstände wie zum Beispiel wirtschaftliche Not, schwere Krankheit eines Elternteils oder eines Geschwisters sowie durch ein Scheitern der elterlichen Beziehung entstehen. Ungünstige Rahmenbedingungen haben vor allem die Folge, dass sich die natürlichen Grundantriebe des Kindes nicht in gesundheitsfördernder Weise entfalten können. Schultz-Hencke unterschied
- ein „intentionales“ Antriebserleben im Sinne von Aufmerksamkeit, Neugier und Zuwendung zur Welt
- ein „oral-kaptatives“ Antriebserleben im Sinne von Zugreifen, Nehmen, Einverleiben der Welt
- ein „retentiv-anales“ Antriebserleben im Sinne von Nicht-hergeben-Wollen (Alle Lust will Ewigkeit)
- ein „aggressiv-geltungsstrebiges“ Antriebserleben im Sinne von expansivem „Aggredi“, Herangehen, Suche nach Beachtung, Bestätigung und Zustimmung (Hass, sobald die Umwelt Widerstand leistet)
- ein „urethrales“ Antriebserleben im Sinne von Sich-gehen-Lassen, Impulsivität, Sich-im-hohen-Bogen-Verströmen und Hingabe
- „liebendes-sexuelles“ Antriebserleben im Sinne bejahender Zuwendung und zärtlicher Kontaktsuche.

### Antriebserleben
Das Antriebserleben lässt sich auf drei Grundtendenzen reduzieren: Besitzstreben, Geltungsstreben, Sexualstreben. Neurotiker sind nach Schultz-Hencke durch ein ungewöhnlich starkes Maß an Gehemmtheit einer oder mehrerer dieser Antriebsmomente charakterisiert. Die Hemmung des Antriebserlebens ist in gewissen Grenzen eine notwendige Anpassungsleistung der kindlichen Selbststeuerung an die Anforderungen der Umwelt und an die Lebensumstände, die es vorfindet. Die Hemmungen, Anpassungen und Abwehrmechanismen, mit denen das Kind auf die meist chronisch wirksamen Bedingungen seines jungen Lebens reagiert, verdichten und verfestigen sich mit der Zeit zu charakteristischen und dauerhaften Erlebens- und Verhaltensmustern. Die Gesamtheit dieser habituell werdenden Muster oder Schemata nennen wir „Persönlichkeit“, „Persönlichkeitsstruktur“ oder auch „Charakter“ bzw. „Charakterstruktur“. Wenn wir mit Schultz-Hencke betonen wollen, dass es sich um eine Disposition handelt, die besonders anfällig für eine neurotische Störung ist, sprechen wir von „Neurosenstruktur“.

### Die Neurosenstrukturen im Einzelnen
Die Neurosenstruktur ist gewissermaßen das Resultat der subjektiv erlebten und verinnerlichten früheren Realität, einschließlich der – teilweise unbewusst gewordenen – Defizite und Konflikte dieser Zeit sowie der dazugehörenden kompromisshaften Anpassungs- und Lösungsversuche. Für Schultz-Hencke hat jeder Mensch neurotische Anteile. Der Unterschied zwischen manifester Persönlichkeitsstörung und „normaler“ Persönlichkeit ist für ihn kein qualitativer, sondern ein quantitativer. Der Neurotiker ist stärker und deformierender gehemmt als der psychisch Gesunde. Er ist als Folge seiner Hemmung oft im besonderen Maß bequem und hat gleichzeitig übertriebene Ansprüche an sich, seine Umwelt und an das Leben. Schultz-Hencke definierte vier neurotische Hauptdispositionen, die sich jeweils durch eine bevorzugte Hemmung eines spezifischen Antriebserlebens auszeichnen. Er unterschied eine depressive, eine zwanghafte, eine schizoide und eine hysterische Struktur.
Die depressive Struktur ist nach Schultz-Hencke durch die Gehemmtheit oraler und aggressiver Antriebe gekennzeichnet. Menschen mit einer depressiven Struktur haben latent Riesenansprüche und einen mörderischen Hass auf versagende Beziehungspersonen. Orale und aggressive Antriebsmomente sind derart bedrohlich, dass sie durch Furcht und Schuldgefühle vollständig antagonisiert werden muss. Infolge der vollständigen Abwehr erscheint der depressiv Strukturierte in Versuchungs- und Versagungssituationen wehrlos. Er kann seine Bedürfnisse nicht vertreten und nicht verteidigen. Die Forderungen der Umwelt empfindet er als Last, sie erdrücken ihn. Aufgestaute aggressive Energie findet keinen anderen Weg als – in der Form von Selbstmordimpulsen – gegen das eigene Selbst.
Auch die zwanghafte Struktur krankt nach Schultz-Hencke an der Hemmung des „Aggredi“, aber mehr im Sinne der motorischen Entfaltung. „Eine lebhafte Bereitschaft zum Handeln, und zwar am rechten Ort, zur rechten Zeit, in rechter Weise“,  kommt beim zwanghaft Strukturierten nicht zustande. In Versuchungs- oder Versagungssituationen brechen die gehemmten „dranghaft-motorischen“ Impulse umso heftiger durch und bedrohen die Kranken.
Bei der schizoiden Struktur ist das intentionale Antriebserleben gehemmt mit der Folge einer außerordentlich tief gehenden Kontaktgestörtheit, einer Zwiespältigkeit und eines grundlegenden Misstrauens gegenüber den Mitmenschen, einer daraus resultierenden Unverbindlichkeit in den Beziehungen oder gar einer schroffen Distanz zum sozialen Umfeld.
Die hysterische Struktur beruht nach Schultz-Hencke darauf, dass kein ausreichend rationales Weltbild vorhanden ist, wie es sich im vierten und fünften Lebensjahr normalerweise auf dem Wege der Realitätsprüfung herausbildet. Die resolute Erforschung der Welt, wie sie wirklich ist, einschließlich der Ergründung der Geheimnisse der Sexualität und der Herkunft der Kinder, wurde bei hysterisch Strukturierten gehemmt. Die urtümliche Produktivität frühkindlicher Phantasie und Intuitivität findet mangels ordnender und planender Ratio keinen Boden. Die infantile Expansivität führt mangels Struktur zu keinem adäquaten Verhalten. Die Irrationalität drückt sich in der Sprache aus, mit welcher der hysterisch Strukturierte „Schindluder“ betreibt. „Eulenspiegelei und Clownerie beherrschen Erleben, Ausdruck und Handeln.“ Hysterisch Strukturierte spielen planlos die Rolle anderer. Sie leben „im fremden Gewand“.

## Neurosenstrukturen sind keine Persönlichkeitsstörungen
Die Neurosenstrukturen von Schultz-Hencke haben das psychodynamische Denken, zumindest in Deutschland, deutlich beeinflusst. Die Psychotherapie-Richtlinie und das auf ihnen beruhende Gutachterverfahren verlangen von Therapeuten, die eine analytische oder tiefenpsychologisch fundierte Psychotherapie durchführen wollen, einen Bericht an den Gutachter der Krankenkasse, der die aktuelle Symptomatik des Patienten vor dem Hintergrund seiner lebensgeschichtlich erworbenen strukturellen Besonderheiten zu erklären vermag. Der Bericht sollte sowohl eine symptomatische Diagnose nach der Internationalen Klassifikation der Diagnosen (ICD-10, zum Beispiel F32.11: mittelgradige depressive Episode mit Somatisierung) als auch eine strukturelle Diagnose enthalten. Die Psychotherapie-Richtlinien lassen offen, ob die Strukturdiagnose konfliktdynamisch-inhaltlich im Sinne Schultz-Henckes (zum Beispiel ängstlich-depressive Neurosenstruktur) und/oder formal im Sinne der Strukturniveaus der OPD gestellt werden soll.
Die Strukturbezeichnungen von Schultz-Hencke sind nicht direkt in der ICD-10 oder im DSM-IV zu finden. Die beiden Diagnostikmanuale verstehen sich als rein deskriptive Klassifikationen und enthalten sich bewusst jeglicher psychodynamischer Aussagen. In der ICD-10 und im DSM-IV finden sich aber brauchbare Zusammenstellungen und präzise Beschreibungen klinisch bedeutsamer Persönlichkeitsstörungen. Die Strukturbezeichnungen von Schultz-Hencke finden sich nur indirekt wieder, und zwar als depressive, zwanghafte, schizoide und histrionische (hysterische) Persönlichkeitsstörung. Zusätzlich zu der Typisierung von Schultz-Hencke führen die ICD-10 und der DSM-IV weitere Persönlichkeitsstörungen, unter anderem abhängige, ängstlich-selbstunsichere, paranoide, narzisstische, negativistische und emotional instabile Persönlichkeitsstörungen, auf.
Die Begriffe „Neurosenstruktur“ und „Persönlichkeitsstörung“ sind verwandt, aber sie bezeichnen keineswegs dasselbe. Persönlichkeitsstörungen sind chronische Krankheitsbilder. Die Persönlichkeitsstruktur ist bei den Persönlichkeitsstörungen derart dysfunktional, belastend oder lebensbehindernd, dass sie selbst das behandlungsbedürftige Problem ist. Persönlichkeitsstörungen sind in der Regel das Ergebnis einer langen Entwicklung. Sie zeigen meist keinen klaren Beginn, der mit einer aktuellen krankheitsauslösenden Belastungs- oder Konfliktsituation korreliert werden könnte. Die Bearbeitung interpersoneller oder intrapsychischer Konflikte bringt die Therapie – wenn sich die Patienten überhaupt darauf einlassen – oft nicht weiter. Die Introspektions-, Übertragungs- und Einsichtsfähigkeit der Patienten ist deutlich eingeschränkt. Eine aufdeckende Psychotherapie ist  durch eine strukturbezogene Psychotherapie zu ersetzen. Häufig leidet das soziale Umfeld mehr unter der Persönlichkeitsstörung als der Patient selbst. Mitunter ist die Motivation zur Veränderung beim Patienten so gering oder die Belastung für die therapeutische Beziehung so groß, dass keinerlei Form von Psychotherapie durchgeführt werden kann.
Im Gegensatz zu Persönlichkeitsstörungen sind Neurosenstrukturen neopsychoanalytische Konstrukte. Sie sind keine Krankheiten, sondern nur Dispositionen und finden damit in der ICD-10 keine Berücksichtigung. Erst durch zusätzliche Faktoren, zum Beispiel eine Versuchungs- oder Versagungssituation, werden behandlungsbedürftige Symptome ausgelöst. Neurosenstrukturen, die nicht zur manifesten neurotischen Erkrankung geworden sind, sind quasi gut angepasste und kompensierte Persönlichkeitsstörungen ohne eigenen Krankheitswert. 

## Neurosenstruktur und Neurosendisposition
Boessmann und Remmers schlagen vor, heute anstelle des alten, von Harald Schultz-Hencke geprägten Begriffs „Neurosenstruktur“ besser von einer (strukturellen) Neurosendisposition zu sprechen.